# 全英シニアオープン
全英シニアオープン選手権（The Senior Open）は、1987年より始まった、毎年7月下旬（ジ・オープン（全英オープン）の翌週）に開催されるゴルフ大会をいう。The R&A主催。1992年からは同年に創設されたヨーロピアンシニアツアーに組み込まれ、2003年からはアメリカのシニアツアーであるチャンピオンズツアーのメジャー大会の1つとして開催されている。現在、大会は国際スポーツ振興協会がタイトルスポンサーであるため、英語表記ではISPS HANDA Senior Openとして開催される。

## 出場資格
現在、以下のプレイヤーが本大会の予選を免除されている。ただし初日時点で50歳以上が条件とされている。
- 歴代優勝者
- 過去のメジャー大会またはザ・プレーヤーズ選手権優勝者
- 過去5年間のBMW PGA選手権優勝者
- 過去5年間のヨーロピアンツアー賞金王
- 前年度の欧州シニアツアー賞金ランク上位30位までの者
- 前年度のチャンピオンズツアー賞金ランク上位30位までの者
- その他日本プロゴルフシニア選手権大会、日本シニアオープンゴルフ選手権競技、全米シニアオープンなどのシニアメジャー大会優勝者などさまざまな条件がある。

## 大会歴代優勝者
| 年                                                 | 優勝者                             | 優勝スコア                              | アンダーパー                                        | 2位との差 | 2位（タイ）                 | コース          |
| -------------------------------------------------- | ---------------------------------- | --------------------------------------- | --------------------------------------------------- | --------- | --------------------------- | --------------- |
| 1987年                                             | ニール・コールズ                   | 279                                     | −1                                                  | 1 stroke  | Bob Charles                 | Turnberry       |
| 1988年                                             | ゲーリー・プレーヤー               | 272                                     | −8                                                  | 1 stroke  | ビリー・キャスパー          | Turnberry       |
| 1989年                                             | ボブ・チャールズ                   | 269                                     | −11                                                 | 7 strokes | Billy Casper                | Turnberry       |
| 1990年                                             | ゲーリー・プレーヤー (2)           | 南アフリカ連邦                          | 280(Even)                                           |           |                             | Turnberry       |
| 1991年                                             | ボビー・フェルバイ                 | 南アフリカ連邦                          | ロイヤルリザム&セントアンズゴルフクラブ             | 285(-1)   |                             |                 |
| 1992年                                             | ジョン・フーリエ                   | 南アフリカ連邦                          | ロイヤルリザム&セントアンズゴルフクラブ             | 282(-2)   |                             |                 |
| 1993年                                             | ボブ・チャールス (2)               | ニュージーランド                        | ロイヤルリザム&セントアンズゴルフクラブ             | 291(+7)   |                             |                 |
| 1994年                                             | トム・ワーゴ                       | アメリカ合衆国                          | ロイヤルリザム&セントアンズゴルフクラブ             | 280(-8)   |                             |                 |
| 1995年                                             | ブライアン・バーンズ               | スコットランド                          | ロイヤルポートラッシュゴルフクラブ ダンルースコース | 281(-7)   |                             |                 |
| 1996年                                             | ブライアン・バーンズ (2)           | スコットランド                          | ロイヤルポートラッシュゴルフクラブ ダンルースコース | 277(-11)  |                             |                 |
| 1997年                                             | ゲーリー・プレーヤー (3)           | 南アフリカ共和国                        | ロイヤルポートラッシュゴルフクラブ ダンルースコース | 278(-10)  |                             |                 |
| 1998年                                             | ブライアン・ヒューゲット           | ウェールズ                              | ロイヤルポートラッシュゴルフクラブ ダンルースコース | 283(-5)   |                             |                 |
| 1999年                                             | クリスティ・オコナー・ジュニア     | アイルランド                            | ロイヤルポートラッシュゴルフクラブ ダンルースコース | 282(-6)   |                             |                 |
| 2000年                                             | クリスティ・オコナー・ジュニア (2) | アイルランド                            | ロイヤルカウンティダウンゴルフクラブ                | 275(-9)   |                             |                 |
| 2001年                                             | イアン・スタンレー                 | オーストラリア                          | ロイヤルカウンティダウンゴルフクラブ                | 278(-6)   |                             |                 |
| 2002年                                             | 須貝昇                             | 日本                                    | ロイヤルカウンティダウンゴルフクラブ                | 281(-3)   |                             |                 |
| これ以降、チャンピオンズツアーのメジャー大会に昇格 |                                    |                                         |                                                     |           |                             |                 |
| 2003年                                             | トム・ワトソン                     | アメリカ合衆国                          | ターンベリー・アイルサコース                        | 263(-17)  |                             |                 |
| 2004年                                             | ピート・オークレ                   | アメリカ合衆国                          | ロイヤルポートラッシュゴルフクラブ ダンルースコース | 284(-4)   |                             |                 |
| 2005年                                             | トム・ワトソン (2)                 | アメリカ合衆国                          | ロイヤルアバディーンゴルフクラブ バルガウニーコース | 280(-4)   |                             |                 |
| 2006年                                             | ローレン・ロバーツ                 | アメリカ合衆国                          | ターンベリー・アイルサコース                        | 274(-6)   |                             |                 |
| 2007年                                             | トム・ワトソン (3)                 | アメリカ合衆国                          | ミュアフィールドゴルフリンクス                      | 284(Even) |                             |                 |
| 2008年                                             | ブルース・ボーン                   | アメリカ合衆国                          | ロイヤルトゥルーンゴルフクラブ オールドコース       | 278(-6)   |                             |                 |
| 2009年                                             | ローレン・ロバーツ (2)             | アメリカ合衆国                          | サニングデールゴルフクラブ オールドコース           | 268(-12)  |                             |                 |
| 2010年                                             | ベルンハルト・ランガー             | カーヌスティゴルフリンクス              | 279(-5)                                             |           |                             |                 |
| 2011年                                             | ラス・コクラン                     | アメリカ合衆国                          | ウォルトンヒースゴルフクラブ                        | 276(-12)  |                             |                 |
| 2012年                                             | フレッド・カプルス                 | アメリカ合衆国                          | ターンベリー・アイルサコース                        | 271(-9)   |                             |                 |
| 2013年                                             | マーク・ウィービー                 | アメリカ合衆国                          | ロイヤルバークデールゴルフクラブ                    | 271 (-9)  |                             |                 |
| 2014年                                             | ベルンハルト・ランガー (2)         | ロイヤル・ポースコールゴルフクラブ      | 266 (–18)                                           |           |                             |                 |
| 2015年                                             | マルコ・ドーソン                   | アメリカ合衆国                          | サニングデールゴルフクラブ オールドコース           | 264 (-16) |                             |                 |
| 2016年                                             | ポール・ブロードハースト           | イングランド                            | カーヌスティゴルフリンクス                          | 277(-11)  |                             |                 |
| 2017年                                             | ベルンハルト・ランガー (3)         | ロイヤル・ポースコールゴルフクラブ      | 280 (-4)                                            |           |                             |                 |
| 2018年                                             | ミゲル・アンヘル・ヒメネス         | スペイン                                | セント・アンドリュース オールドコース               | 276(-12)  |                             |                 |
| 2019年                                             | ベルンハルト・ランガー (4)         | ロイヤルリザム&セントアンズゴルフクラブ | 274(-6)                                             |           |                             |                 |
| 2021年                                             | スティーブン・ドッド               | ウェールズ                              | サニングデールゴルフクラブ オールドコース           | 267 (ｰ13) |                             |                 |
| 2022年                                             | ダレン・クラーク                   | 北アイルランド                          | グレンイーグルス・キングズコース                    | 270 (−10) |                             |                 |
| 2023                                               | アレックス・チェイカ               | 289                                     | +5                                                  | Playoff   | Pádraig Harrington          | Royal Porthcawl |
| 2024                                               | 崔京周                             | 278                                     | −10                                                 | 2 strokes | Richard Green               | Carnoustie      |
| 2025                                               | Pádraig Harrington                 | 264                                     | –16                                                 | 3 strokes | Thomas Bjørn Justin Leonard | Sunningdale     |

## テレビ中継
英国内では、スカイスポーツで、4日間生中継。米国内では、ゴルフチャンネルが、予選ラウンド及び決勝ラウンドの前半戦を、決勝ラウンドの後半戦をNBCが担当し、いずれも生中継。日本国内では、ゴルフネットワークで予選ラウンドを生中継、決勝ラウンドは翌日朝にハイライトを放送。